# Eugoa brunnea
Eugoa brunnea là một loài bướm đêm thuộc phân họ Arctiinae, họ Erebidae.